# Chrysopophthorus hungaricus
Espèce
Synonymes
- Chrysopophthorus chrysopimaginis (Goidanich, 1948)
- Chrysopophthorus elegans Tobias, 1961[2]

Chrysopophthorus hungaricus est une espèce d'insectes de l'ordre  des hyménoptères de la famille des Braconidae, de la sous-famille des Euphorinae et de la tribu des Euphorini. 
Elle est trouvée en Europe continentale et elle est décrite depuis 1996 en Grande Bretagne. C'est un parasitoïde de Chrysopidae adultes.

## Liens  externes
- Ressources relatives au vivant :   - BioLib
  - EU-nomen
  - European Nature Information System
  - Fauna Europaea
  - Global Biodiversity Information Facility
  - iNaturalist
  - Nálezová databáze ochrany přírody
  - NBN Atlas
  - Nederlands Soortenregister
  - TAXREF (INPN)
- (en) BioLib : Chrysopophthorus hungaricus
- (fr + en) EOL : Chrysopophthorus hungaricus
- (en) NCBI : Chrysopophthorus hungaricus (taxons inclus)